# Molophilus harrisoni
Molophilus harrisoni là một loài ruồi trong họ Limoniidae. Chúng phân bố ở miền Tân bắc.